# Sindarius Thornwell
Sindarius Thornwell (Lancaster, Carolina del Sur, 15 de noviembre de 1994) es un baloncestista estadounidense que pertenece a la plantilla de los Xinjiang Flying Tigers de la CBA china. Con 1,96 metros de estatura, juega en la posición de base.

## Trayectoria deportiva

### Primeros años
Thornwell asistió en su etapa de instituto al Lancaster High School en Lancaster, Carolina del Sur durante tres años, siendo transaferido a la Oak Hill Academy para su temporada sénior, en la que promedió 26,8 puntos, 8,6 rebotes y 3,6 asistencias por partido, ayudando a su equipo a acabar con 33 victorias y solo 5 derrotas.

### Universidad
Jugó cuatro temporadas con los Gamecocks de la Universidad de Carolina del Sur, en las que promedió 14,7 puntos, 5,2 rebotes, 3,0 asistencias y 1,5 robos de balón por partido. En su primera temporada fue incluido en el mejor quinteto de novatos de la Southeastern Conference, mientras que en la última apareció en el mejor quinteto absoluto, siendo también incluido en el mejor quinteto defensivo en 2016 y 2017. Ese último año fue además elegido Jugador del Año de la SEC.

#### Estadísticas
| Año     | Equipo         | PJ  | PT  | MPP  | %TC  | %3P  | %TL  | RPP | APP | ROB | TPP | PPP  |
| ------- | -------------- | --- | --- | ---- | ---- | ---- | ---- | --- | --- | --- | --- | ---- |
| 2013–14 | South Carolina | 34  | 34  | 29.6 | .386 | .370 | .736 | 4.1 | 3.8 | 1.2 | .6  | 13.4 |
| 2014–15 | South Carolina | 33  | 33  | 30.6 | .340 | .268 | .716 | 4.9 | 2.2 | 1.3 | .3  | 11.1 |
| 2015–16 | South Carolina | 34  | 34  | 33.1 | .382 | .333 | .764 | 4.8 | 3.8 | 1.3 | .5  | 13.4 |
| 2016–17 | South Carolina | 29  | 29  | 34.2 | .442 | .399 | .827 | 7.2 | 2.9 | 2.2 | 1.0 | 21.4 |
| Total   | Total          | 130 | 130 | 31.8 | .390 | .340 | .769 | 5.2 | 3.0 | 1.8 | .7  | 14.6 |

### Profesional
Fue elegido en la cuadragésimo octava posición del Draft de la NBA de 2017 por los Milwaukee Bucks, pero sus derechos fueron traspasados esa misma noche a Los Angeles Clippers. Debutó el 19 de octubre en un partido ante Los Angeles Lakers, en el que anotó 3 puntos en el único triple que intentó en tres minutos de juego.
Tras dos temporadas en Los Ángeles, el 3 de agosto de 2019, firma por una temporada con Cleveland Cavaliers.
El 6 de julio de 2020, Thornwell firma con los New Orleans Pelicans para lo que queda de temporada 2019-20. Disputó 2 encuentros y el 23 de noviembre de 2020 renovó con Pelicans. El 22 de febrero de 2021, es cortado.
El 4 de mayo de 2021 firmó un contato dual con los Orlando Magic.
El 11 de noviembre de 2021, firma por el Ratiopharm Ulm de la Basketball Bundesliga.
En la temporada 2022-23, firma por el Bursaspor Basketbol de la BSL, hasta que rescindió su contrato el 25 de diciembre de 2022.
El 23 de agosto de 2024 firmó con el Zastal Zielona Góra de la liga polaca. El 8 de febrero de 2025 dejó el equipo.
El 11 de febrero de 2025 fichó por los Xinjiang Flying Tigers de la Chinese Basketball Association.

## Estadísticas de su carrera en la NBA

### Temporada regular
| Año     | Equipo        | PJ  | PT | MPP  | %TC  | %3P  | %TL  | RPP | APP | ROB | TPP | PPP |
| ------- | ------------- | --- | -- | ---- | ---- | ---- | ---- | --- | --- | --- | --- | --- |
| 2017-18 | L.A. Clippers | 73  | 17 | 15.8 | .429 | .377 | .670 | 1.9 | .9  | .7  | .3  | 3.9 |
| 2018-19 | L.A. Clippers | 64  | 1  | 4.9  | .347 | .200 | .735 | .7  | .3  | .2  | .1  | 1.0 |
| 2019-20 | New Orleans   | 2   | 0  | 17.5 | .545 | .500 | .500 | 2.0 | 2.0 | .5  | .5  | 8.0 |
| 2020-21 | New Orleans   | 14  | 1  | 5.2  | .333 | .333 | .000 | .4  | .3  | .4  | .1  | 1.2 |
| 2020-21 | Orlando       | 7   | 0  | 20.6 | .320 | .286 | .667 | 1.9 | 2.4 | 1.1 | .1  | 3.4 |
| Total   | Total         | 160 | 19 | 10.8 | .407 | .340 | .672 | 1.3 | .7  | .5  | .2  | 2.5 |

### Playoffs
| Año   | Equipo        | PJ | PT | MPP | %TC  | %3P  | %TL | RPP | APP | ROB | TPP | PPP |
| ----- | ------------- | -- | -- | --- | ---- | ---- | --- | --- | --- | --- | --- | --- |
| 2019  | L.A. Clippers | 4  | 0  | 3.0 | .333 | .333 | –   | 1.0 | .0  | .3  | .0  | 1.3 |
| Total | Total         | 4  | 0  | 3.0 | .333 | .333 | –   | 1.0 | .0  | .3  | .0  | 1.3 |